# Crematogaster navajoa
Crematogaster navajoa es una especie de hormiga acróbata del género Crematogaster, categorizada en la tribu Crematogastrini, de la subfamilia Myrmicinae. Fue descrita por Buren en 1968.

## Distribución
Se distribuye por América del Norte: Estados Unidos.

## Hábitat
Habita en bosques de enebros, en áreas urbanas, praderas abiertas, debajo de piedras y en nidos. Se ha encontrado a elevaciones de 1410-2012 m s. n. m.